# تيليدين ريان سكراب
تيليدين ريان سكراب طراز 324 (بالإنجليزية: Teledyne Ryan Model 324 Scarab)‏ طائرة بدون طيار نفاثة طورت في الثمانينات بالولايات المتحدة لبيعها خصيصاً للقوات الجوية المصرية. الطائرة تيليدين ريان سكراب مشابه لقديمتها ريان فيرفلاي في مبدا قيادتها ومختلفه عنها ببعض الأجزاء الأكثر تطور. صممت خصيصاً لإحتياجات القوات الجوية المصرية وأول طيران لها كان في 1988. ورد منها 56 طائرة وهي ما زالت في الخدمة. ذيل الطائرة مزود بزعنفنين وتطلق الطائرة بتقنية الراتو وتهبط بالمظلات. خط طيران الطائرة يكون مبرمج مسبقا وتوجد بها إمكانية التحكم عن بعد.

## المواصفات

### الصفات العامة
- الطاقم: 0.
- الطول: 6.12 متر.
- المسافة بين الجناحين: 3.35 متر.
- الارتفاع : 4.6 متر.
- الوزن الإجمالي: 1,130 كجم.
- المحرك: محرك واحد تيربو جت من نوع (CAE 373) إنتاج تيليدين يعطي قوة دفع 3.4 كيلو نيوتن.

### الأداء
- سرعة العبور: 970 كيلومتر/ساعة.
- المدى: 2,250 كيلومتر.
- أقصى ارتفاع: 16,100 متر.